# Вентилен отвод
Вентилен отвод (наричан още ограничител на пренапрежение) е устройство, предназначено да предпазва електрическото оборудване от пренапрежение, предизвикано от външни причини (мълния) или по време на комутацията на електрически апарати (превключвател).

## Устройство
Вентилният отвод е изграден от цинков оксид разположени в подходящ за съответното работно напрежение изолационен корпус. Най-често се употребяват варистори, чиято V-A характеристика дава възможност да се използват за защита от пренапрежение. В днешно време се изработват и от доста други материали, притежаващи подходяща характеристика за целта.

## Принцип на действие и приложение
Вентилният отвод при потребителя се монтира в ГРТ (главни разпределителни табла при мрежи НН) и от към входа на подстанциите СН. Вентилен отвод се монтира на всеки първи и всеки краен стълб или отклонение. Свързва се между активните проводници и заземителната шина. При нормална работа на електрическата мрежа, съпротивление R на отводителя практически е безкрайно голямо. Отводът е с нелинейно съпротивление.
Когато в захранващата линия постъпи пик на напрежение, чиято стойност надхвърли определена граница, R намалява почти до 0. Предизвиква се краткотрайно късо съединение (за няколко ms) и това ограничава пренапрежението. След установяване на нормалното за мрежата напрежение съпротивление R на отводителя отново става безкрайно голямо.
Отводителите имат определена продължителност на експлоатация и брой цикли на задействане, затова е нужен редовен преглед на изправността им.
Когато дължината на електрическата линия е с няколко РТ, на всяко се монтира отделен отводител, тъй като не може да се предвиди в коя част на линията ще се случи повреда или попадение на мълния. Сечението на проводника, който свързва отводителя е колкото сечението за съответната мрежа.